# Kantons van Seine-et-Marne
Het Franse departement Seine-et-Marne (77) omvat, sinds de hervorming van de kantons die bij wet doorgevoerd werd in 2013 en voor het eerst toegepast bij de departementsverkiezingen van maart 2015, nog 23 in plaats van 43 kantons. In een aantal gevallen werden afgeschafte kantons in hun geheel toegevoegd aan reeds bestaande kantons, in andere gevallen werden de gemeenten van afgeschafte kantons verdeeld over verschillende bestaande kantons of werden geheel nieuwe kantons gevormd.
Het beoogde doel van de hervorming was kantons te vormen die naar inwoneraantal vergelijkbaar groot zijn (maximaal 20% afwijking van het gemiddelde voor het departement) zodat de vertegenwoordiging van elk kanton in de departementsraad (twee als koppel verkozen raadsleden per kanton) voortaan ook ongeveer een gelijk aantal inwoners zou vertegenwoordigen.
Het gemiddelde inwoneraantal voor een kanton in het departement bedraagt na de hervorming ongeveer 59.400 (pop. municipale 2013). De grootste afwijkingen hiervan zijn er voor Kanton Savigny-le-Temple (+16%) en Kanton Saint-Fargeau-Ponthierry (-18%).

## Kantons van het departement Seine-et-Marne na de hervorming van 2013

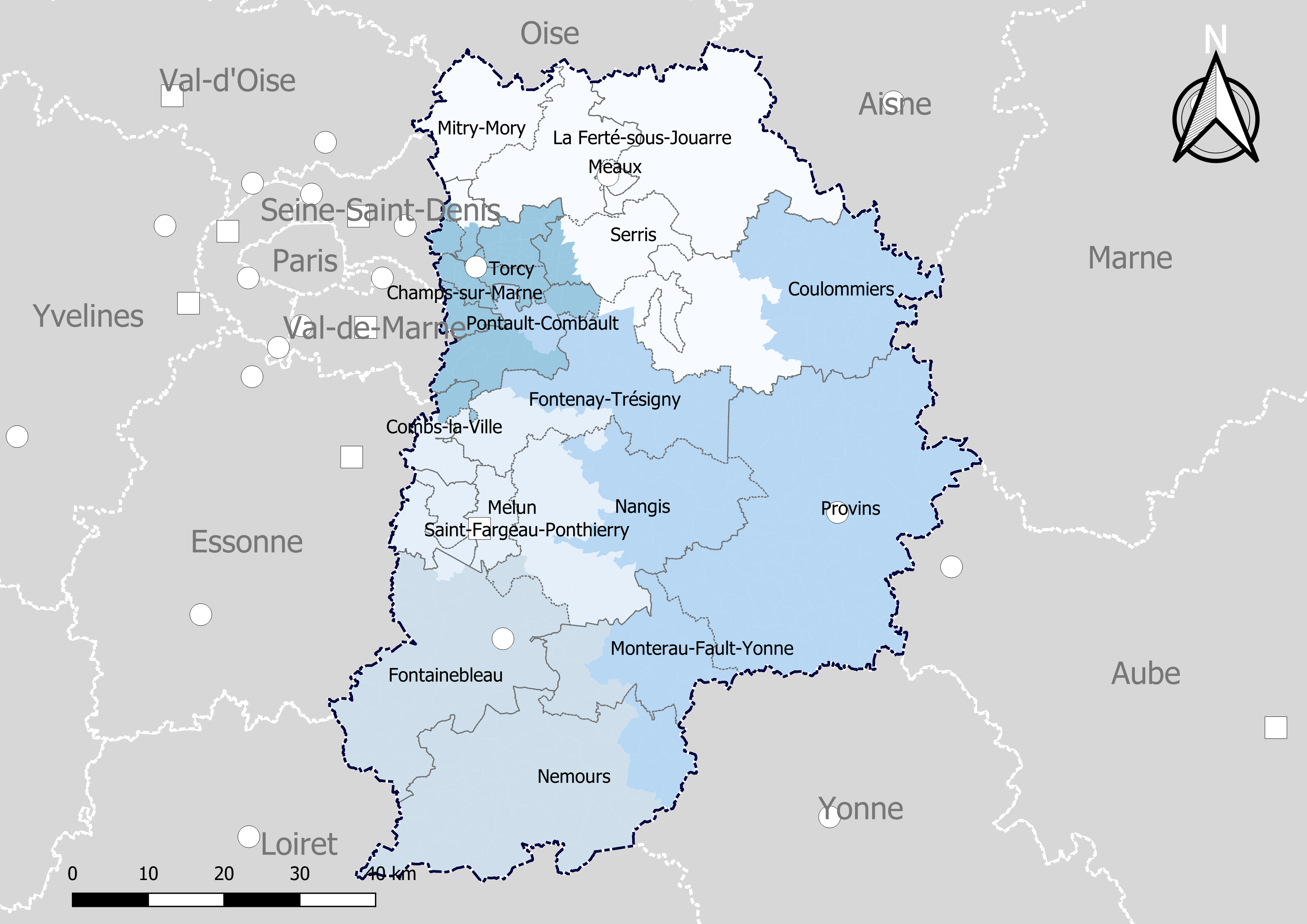
Kantons van Seine-et-Marne met in blauwtinten de arrondissementen.

Bij de hervorming van de kantons werd geen rekening gehouden met de bestaande arrondissementsgrenzen, als gevolg hiervan liggen kantons niet langer steeds binnen eenzelfde arrondissement.
| Kanton | Kanton                          | Inwoners 2013* | Aantal gemeenten |
| ------ | ------------------------------- | -------------- | ---------------- |
| 1      | Kanton Champs-sur-Marne         | 56.578         | 4                |
| 2      | Kanton Chelles                  | 53.569         | 1                |
| 3      | Kanton Claye-Souilly            | 50.826         | 30               |
| 4      | Kanton Combs-la-Ville           | 68.923         | 5                |
| 5      | Kanton Coulommiers              | 63.389         | 51               |
| 6      | Kanton La Ferté-sous-Jouarre    | 60.630         | 47               |
| 7      | Kanton Fontainebleau            | 63.708         | 34               |
| 8      | Kanton Fontenay-Trésigny        | 50.105         | 33               |
| 9      | Kanton Lagny-sur-Marne          | 62.697         | 14               |
| 10     | Kanton Meaux                    | 53.766         | 1                |
| 11     | Kanton Melun                    | 61.888         | 9                |
| 12     | Kanton Mitry-Mory               | 58.912         | 19               |
| 13     | Kanton Montereau-Fault-Yonne    | 64.755         | 24               |
| 14     | Kanton Nangis                   | 57.952         | 46               |
| 15     | Kanton Nemours                  | 59.509         | 51               |
| 16     | Kanton Ozoir-la-Ferrière        | 60.983         | 12               |
| 17     | Kanton Pontault-Combault        | 67.850         | 3                |
| 18     | Kanton Provins                  | 57.939         | 82               |
| 19     | Kanton Saint-Fargeau-Ponthierry | 48.886         | 6                |
| 20     | Kanton Savigny-le-Temple        | 69.104         | 6                |
| 21     | Kanton Serris                   | 66.178         | 24               |
| 22     | Kanton Torcy                    | 53.698         | 5                |
| 23     | Kanton Villeparisis             | 53.355         | 6                |

Bron: INSEE - *Inwoners 2013 = Population municipale

## Kantons van het departement Seine-et-Marne voor de hervorming van 2013
| Arrondissement | Arrondissement | Kanton | Kanton                  |
| -------------- | -------------- | ------ | ----------------------- |
| 3              | Provins        | 1      | Bray-sur-Seine          |
| 2              | Melun          | 2      | Brie-Comte-Robert       |
| 4              | Fontainebleau  | 3      | La Chapelle-la-Reine    |
| 4              | Fontainebleau  | 4      | Château-Landon          |
| 2              | Melun          | 5      | Le Châtelet-en-Brie     |
| 5              | Torcy          | 6      | Claye-Souilly           |
| 1              | Meaux          | 7      | Coulommiers             |
| 1              | Meaux          | 8      | Crécy-la-Chapelle       |
| 1              | Meaux          | 9      | Dammartin-en-Goële      |
| 3              | Provins        | 10     | Donnemarie-Dontilly     |
| 3              | Provins        | 11     | La Ferté-Gaucher        |
| 1              | Meaux          | 12     | La Ferté-sous-Jouarre   |
| 4              | Fontainebleau  | 13     | Fontainebleau           |
| 5              | Torcy          | 14     | Lagny-sur-Marne         |
| 1              | Meaux          | 15     | Lizy-sur-Ourcq          |
| 4              | Fontainebleau  | 16     | Lorrez-le-Bocage-Préaux |
| 1              | Meaux          | 17     | Meaux-Nord              |
| 2              | Melun          | 18     | Melun-Nord              |
| 2              | Melun          | 19     | Melun-Sud               |
| 3              | Provins        | 20     | Montereau-Fault-Yonne   |
| 4              | Fontainebleau  | 21     | Moret-sur-Loing         |
| 2              | Melun          | 22     | Mormant                 |
| 3              | Provins        | 23     | Nangis                  |
| 4              | Fontainebleau  | 24     | Nemours                 |
| 3              | Provins        | 25     | Provins                 |
| 3              | Provins        | 26     | Rebais                  |
| 3              | Provins        | 27     | Rozay-en-Brie           |
| 2              | Melun          | 28     | Tournan-en-Brie         |
| 3              | Provins        | 29     | Villiers-Saint-Georges  |
| 5              | Torcy          | 30     | Chelles                 |
| 1              | Meaux          | 31     | Meaux-Sud               |
| 2              | Melun          | 32     | Perthes                 |
| 5              | Torcy          | 33     | Roissy-en-Brie          |
| 2              | Melun          | 34     | Savigny-le-Temple       |
| 5              | Torcy          | 35     | Torcy                   |
| 5              | Torcy          | 36     | Vaires-sur-Marne        |
| 1              | Meaux          | 37     | Mitry-Mory              |
| 5              | Torcy          | 38     | Champs-sur-Marne        |
| 5              | Torcy          | 39     | Noisiel                 |
| 5              | Torcy          | 40     | Pontault-Combault       |
| 2              | Melun          | 41     | Combs-la-Ville          |
| 2              | Melun          | 42     | Le Mée-sur-Seine        |
| 5              | Torcy          | 43     | Thorigny-sur-Marne      |